# Athetis bicornis
Athetis bicornis är en fjärilsart som beskrevs av George Francis Hampson 1891. Athetis bicornis ingår i släktet Athetis och familjen nattflyn. Inga underarter finns listade i Catalogue of Life.